# Senado de Polonia
Senat es el nombre de la cámara alta (senado) del parlamento polaco. La cámara baja se llama Sejm. En arreglo a la Constitución polaca, está compuesto de 100 miembros, que son elegidos mediante un sistema mayoritario de distritos uninominales.
La historia del Senado polaco se remonta a más de 500 años; fue uno de los primeros órganos constituyentes de un parlamento bicameral en Europa y existió sin pausa hasta la partición final del estado polaco en 1795. Tras un breve período de existencia bajo la Segunda República de Polonia, se volvió a abolir el Senado. No se restableció hasta el colapso del gobierno comunista y el restablecimiento de la democracia en Polonia en 1989. El Senado tiene su sede en Varsovia y está ubicado en un edificio que forma parte del Complejo Sejm en la calle Wiejska, muy cerca de la Plaza de las Tres Cruces y Castillo de Ujazdów.